# Гепиды
Ге́пиды (лат. Gepedes, др.-греч. Γήπαιδες) — родственное готам древнегерманское племя, жившее в III—VI вв. на территории Дакии (западная часть современной Румынии) и по левому берегу Дуная в современной Венгрии.

## Этимология имени
Иордан привёл объяснение относительно происхождения имени «гепиды», основываясь на типичной средневековой «этимологии», то есть на фонетическом сходстве и случайном, натянутом осмыслении. По традиции, зафиксированной Иорданом (он пишет «fertur», значит, так было в предании), слово «гепиды» произошло от готского или гепидского слова «gepanta», «ленивый». Гепиды вместе с готами двинулись с острова Скандзы к устью Вислы; один из трёх кораблей, на котором находились гепиды, задержался в пути и подошёл к берегу позднее двух других: он показал себя «ленивым», «gepanta» (navis). Эту версию без критики принял и российский историк В. Н. Татищев.
Мюлленгоф («Deutsche Altertumskunde») не находил никакого — ни общегерманского, ни готского — глагола со значением медлить, отставать, лениться, похожего на слово «gepanta». Он допускал, что этим словом мог называться тип тихоходного корабля, но не видел никакой связи между упомянутым термином и названием «гепиды».
Этническому имени «гепиды» было ещё раз дано объяснение в широко известных «Этимологиях» или «Началах» («Origines») Исидора Севильского (около 560—636 гг.). Исидор, собравший, а частично и сам придумавший ряд фантастических, но ценившихся в средние века, «этимологий», искусственно связал название гепиды-гипеды с латинским словом «pedes» («ноги»); «Gipedes pedestri proelio magis quam equestri sunt usi et ex hac causa ita vocati» — «Гипеды больше применяют пеший, чем конный бой, и потому так и названы».
Оба объяснения, являясь примером типичной средневековой «этимологии», не могут быть приняты всерьёз; они свидетельствуют, что некоторым писателям, хотя и вышедшим из гущи германского мира, варваризованная латинская образованность мешала понять данный этнический термин. Исидору Севильскому, жителю Испании, гепиды незнакомы: в 560-х годах гепиды, истощённые длительной борьбой с лангобардами (об одной из битв середины VI века Иордан говорит, как о жесточайшей после «дней Аттилы»), были покорены аварами, а часть ушла с лангобардами. Но для Иордана гепиды были современниками; на его глазах они не на жизнь, а на смерть сражались с лангобардами; он знал, что они встречались в боях с остготами, общались с соседями своими склавенами, а в прошлом были союзниками гуннов.

## История
Впервые упоминаются Клавдием Птолемеем (Руководство по географии. Книга третья. Глава V. Положение европейской Сарматии), а также в восходящих к нему средневековых картах, в контексте:

«22. Затем побережье океана у Венедского залива (Восточная Балтика) занимают вельты, выше их осии, затем самые северные — карбоны, восточнее их — кареоты и салы (ниже этих — гелоны, гиппоподы и меланхлены); ниже их — агафирсы, затем аорсы и пагириты; ниже их — савары и боруски до Рипейских гор».
Прокопий, говоря о «готских племенах», ставит среди них на первое место готов (остготов), затем вандалов, вестготов и гепидов. Иордан подчеркнул родство гепидов с готами: он пишет, что, без сомнения, они ведут своё происхождение из рода готов; он называет гепидов «родичами» остготов. По Иордану, гепиды переселились вместе с остготами на южный берег Балтийского моря и осели в дельте Вислы; островок, занятый ими в устьях этой реки, получил на их языке название «Gepedoios».
Предположительно, во II веке гепиды переселились из Скандинавии на южное побережье Балтийского моря, откуда они вытеснили бургундов.
С берегов Вислы гепиды вслед за готами стали перемещаться на юго-восток и в 210 году осели в Дакии (по другим данным в 250 году). Движением гепидов с нижней Вислы к югу руководил король Фастида. Он с боями провёл своё племя через область бургундов и, вероятно, встретил сопротивление во время продвижения многочисленных племён союза лугиев, живших южнее.
Первое столкновение гепидов с римскими войсками произошло в знаменитом сражении в 269 году под Наиссом, когда император Клавдий II наголову разбил крупное объединение германских племён (готы, герулы, певкины, гепиды), разорявших Нижнюю Мезию, Фракию, Македонию.
После столкновения с войсками Проба (276—282 годы) часть гепидов, по рассказу биографа упомянутого императора, была переселена вместе с гревтунгами и вандалами на территорию империи, к югу от Дуная. Походы гепидов из северной Дакии были связаны с их стремлением продвинуться южнее. Из-за неудачного сражения с готами близ города Гальта на верхнем Олте около 290 года гепидам пришлось остаться на прежних местах.
Ардарих был ближайшим союзником и, более того, советником Аттилы; он выводил своё войско в 451 году на Каталаунские поля на стороне гуннов. Но после смерти их вождя (в 453 году) Ардарих не пожелал подчиняться его сыновьям, поднял («insurgit») своё племя и ряд других племён против гуннов и в победоносном сражении на реке Недао (454 год) завоевал для гепидов гуннские земли на левом берегу Дуная, главным образом на Тиссе, — по старой терминологии — «пределы всей Дакии».
К западу от них, в Паннонии, разместились (до конца V века) остготы. К началу VI века помимо восточной Венгрии и западной Румынии они владели землями современной Сербии. Гепиды стали федератами империи и оставались таковыми до середины VI века, когда Иордан записал, что «и до сего дня племя это получает обычный дар от римского императора». Впрочем, гепиды тем же Иорданом названы «соперниками римлян» по той причине, что, являясь федератами империи, они были злейшими врагами лангобардов, а последних поддерживал Константинополь (лангобарды, в отличие от гепидов-«соперников», были союзниками империи).
По рассказу Прокопия, во время одного из крупнейших походов склавенов на Иллирик в 551—552 годах гепиды переправили (dieporqmeusan) их через Дунай, взяв по золотому статиру за голову. Вероятно, они же переправили шеститысячное войско, которое под предводительством Хильдигиса проследовало из области склавенов в Италию, чтобы воевать против Юстиниана I на стороне остготов и Тотилы (541—552 годы); оно состояло из склавенов и из некоторого числа гепидов. Анализу исторических свидетельств о племени гепидов посвящена монография Дикулеску (С. С. Diculescu, Die Gepiden).
В 567 гепиды, которым оказывала помощь Византия, были побеждены лангобардами в союзе с аварами. Авары овладевают долиной Тисы. Государство гепидов уничтожено, однако сами гепиды не были уничтожены и продолжили сосуществовать с аварами.

## Земля гепидов
Иордан подробно описывает область распространения гепидов. На западе их земли ограничивала Тиса, на востоке — Олт, а на юге Дунай. Северной границей их земли были Карпаты. Ныне это территории восточной Венгрии и западной Румынии, а в древности эти земли относились к Дакии. В момент наибольшего расширения Земли гепидов могла включать в себя Сирмий (ныне Сербия).
В прежние же времена эта область находилась по соседству со следующими племенами: ароксоланами — с востока, язигами — с запада, сарматами и бастернами — с севера. Иордан, говоря о временном захвате Земли гепидов вандалами, называет совсем другие племена: тогда (tunc), пишет он, «с востока жил гот, с запада — маркоманн, с севера — гермундол». И снова, как и в первом описании, автор возвращается к яснейшему географическому признаку — к рекам. Теперь (nunc), сообщает он, сидят там гепиды, по рекам Маризии, Милиаре, Гильпиль и Гризии, причём последняя превосходит все вышеназванные. С юга область ограничивается Истром (Дунай). Из указанных рек, являющихся реками бассейна Тиссы, Маризия — современный Марош (крупнейший левый приток Тиссы) и Гризия — Кёрёш (также левый, но более северный, чем Марош, приток Тиссы); отождествить с современными не удаётся реки Милиаре и Гильпиль.

## Археология
На территории Румынии (район Карей) обнаружено гепидское кладбище VI века, где были найдены янтарные амулеты отождествляемые с богом Тором.

## Потомки гепидов
Матей Стрыйковский, в своих «Хронике польской, литовской, жмудской и всей Руси», и «О началах, истоках, деяниях славных рыцарских народа литовского, польского, жмудского, русского…» возводил происхождение литвинов (совр. белорусов) и жемайтов к гепидам
Литовский народ издавна пошел от [жителей] заморских стран Полночного моря, которых историки также зовут Гепиды, по-готски: ленивые. Ибо, будучи одного рода с воинственными готами, на своих кораблях [гепиды] не спеша перебрались за ними в Пруссию, так как их предшественники готы уже ушли из Пруссии в Венгрию. Бельский выяснил, что литовцы были из готов, пришедших в Пруссию не из Венгрии, а из полей, лежавших за Киевом. Жмудины, лифляндцы и литовцы [произошли] от гепидов. Скитаясь у моря и не имея должного снаряжения, они не посмели двинуться за своими. Так что некоторые из них остались в Пруссии — те, с которыми долго воевали (czynili) крестоносцы; некоторые осели в пустующих землях у моря, где ныне [живут] жмудины и лифлянты; некоторые пошли на юг, как половцы, а некоторые на запад, как ятвяги. Половцы, Ятвяги.

## Короли гепидов
- Фастида (около 250 года)
- Ардарих (умер около 460 года) — сподвижник Аттилы
- Гиесм (умер ранее 488 года)
- Трапстила (до 488 года[12])
- Тразарих (488 — не ранее 504 года)
  - Гундерит (не ранее 504 года)
- Гелемунд (Элемунд) (умер ранее 549 года)
- Торисвинт (около 548—560 годов)
- Кунимунд (около 560—567 годов)